# Anjīlāq
Anjīlāq (persiska: Anḩīlāq, اَنحيلاق, انجیلاق) är en ort i Iran.   Den ligger i provinsen Qazvin, i den nordvästra delen av landet, 120 km nordväst om huvudstaden Teheran. Anjīlāq ligger 1 393 meter över havet och antalet invånare är 557.
Terrängen runt Anjīlāq är platt åt sydväst, men åt nordost är den kuperad.Runt Anjīlāq är det ganska tätbefolkat, med 108 invånare per kvadratkilometer. Närmaste större samhälle är Alvand, 18,0 km väster om Anjīlāq. Trakten runt Anjīlāq består i huvudsak av gräsmarker.